# 応身
応身（おうじん、サンスクリット: निर्माणकाय nirmāṇa-kāya）は仏教用語であり、法身・報身・応身の三身の1つ。「応現した身体」という意味から応身と言い、サンスクリット語の「ニルマーナ」の「化成」という意味から、化身と同じ意味であり、これから「応化身」と呼ばれた。

## 概要

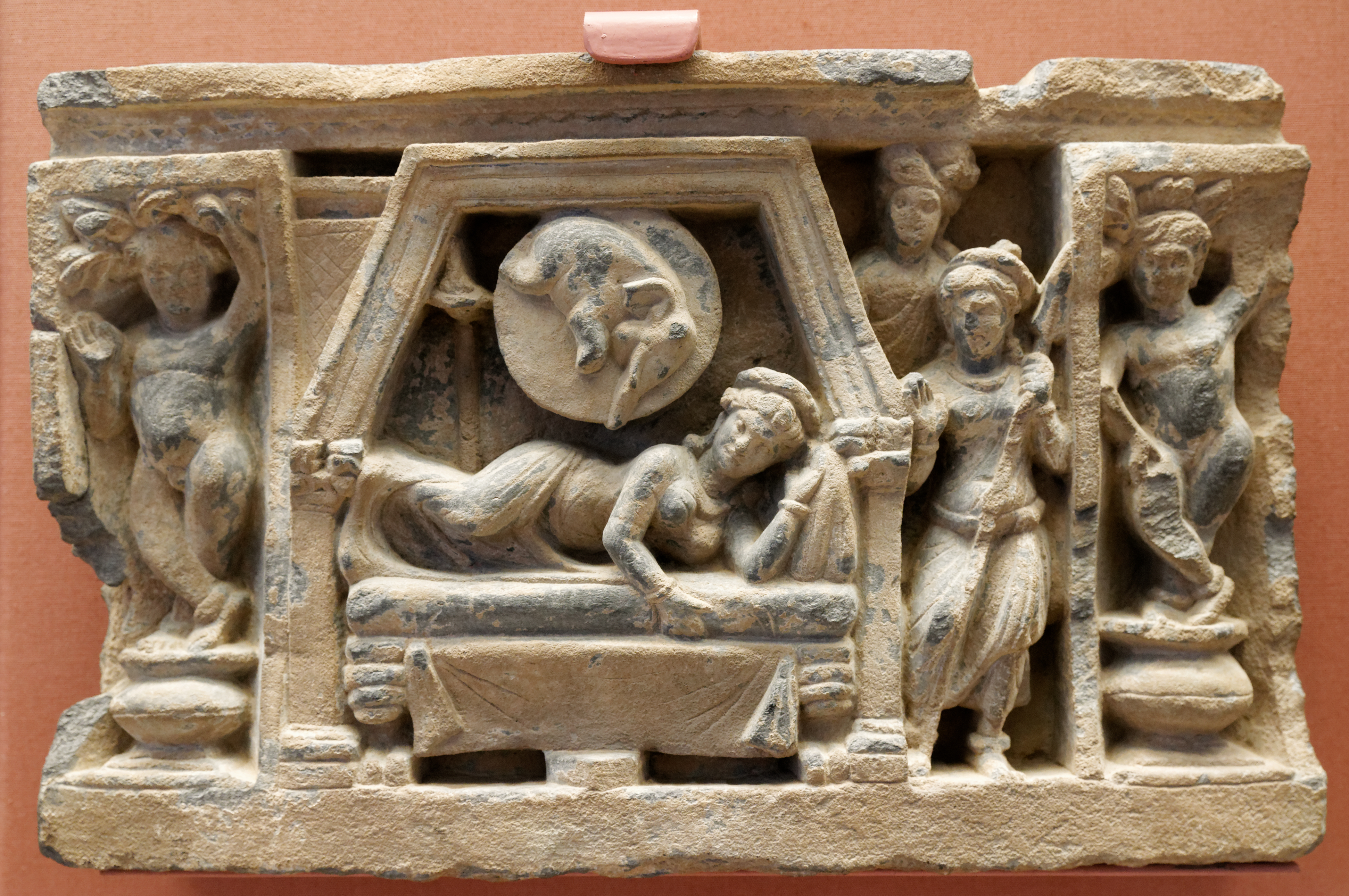
白象懐胎（大英博物館所蔵、製作年代は1世紀から2世紀頃）。

大乗仏教では三身説をとるが、姿・形をもたない宇宙の真理たる法身仏、有始・無終の存在で衆生を救う仏である報身仏（人間に対する方便として人の姿をして現れることもある）に対して、応身仏である釈迦如来は衆生を救うため受肉し人間としてこの世に現れた仏であると説明される。
仏教の教義では、兜率天にいた釈迦は白象に化して母マーヤーの胎内に宿り、産みの苦しみを与えないためマーヤーの産道を通らず右の脇腹より生まれ出たとされる。白象懐胎についてキリスト教の教義と混同した西欧人学者によって「マーヤーは処女懐胎によって釈迦を受胎した」と説明されることもあるが、梶山雄一は、『方広大荘厳経』には白象懐胎によってシュッドーダナとの性行為によらずマーヤーが釈迦を受胎したとの記述は見られるものの、釈迦を受胎したときマーヤーが処女であったとする記述は仏典には見られないとしている。
『華厳経』では、釈迦如来は衆生を救うため法身の毘盧遮那仏によって遣わされた存在、または毘盧遮那仏の化身と解釈される。
釈迦を単なる人間ではなく超人的存在と捉える三身説は、キリスト教の三位一体論や両性説（神の子イエスは人間を救うため受肉してこの世に現れた存在であるという教義）とよく比較研究されることが多いが、キリスト教では「イエスは人間である」という説や三位一体論を否定する教派は異端として完全に排斥されたが、仏教では「釈迦は人間である」という教派が完全に消滅することはなく、大乗仏教の各教派内でも「釈迦は何者であったか」という認識が教派ごとに異なることから、植田重雄は三身説と三位一体論を単純に比較することは難しいと論じている。
チベット仏教では、すぐれた宗教者を化身と考え、その宗教者の没後に「生まれ変わり」を探し、同一人格の持ち主として扱い、その宗教者の地位を継承させる化身ラマ（いわゆる転生活仏）制度が14世紀から15世紀にかけて広く普及、定着した。
上座部仏教でも「兜率天にいた釈迦は白象に化してマーヤーの胎内に入り受胎した」という教義はあるが、上座部では釈迦より上位に位置する仏（法身仏・報身仏）の存在を想定せず、釈迦は六道輪廻の中で善行を積み天界（兜率天）に転生していたが、成道のため現世に降下したと解釈する（ジャータカ参照）。